# Hallstarena
Swetex Arena (tidigare Hallstarena) är en ishall på Trollebo idrottsplats i Hallstahammar. Hallen används för seriespel i ishockey, träning i ishockey och konståkning samt för allmänhetens åkning. Hemmalag är Hallstahammars HK och Mälarstadens KK.